# TV Familie
TV Familie is een Vlaams weekblad dat voornamelijk bericht rond showbizz- en televisienieuws met extra aandacht voor schandalen.
Op 17 september 2002 kreeg TV Familie het weekblad Blik als zusterblad. Dit wil zeggen dat de inhoud identiek is, maar de bladen verschijnen met een eigen cover.
Het blad wordt uitgegeven door Magnet Magazines, een dochteronderneming van De Persgroep. Hoofdredacteur is Greg Lievens.